# Benjamin Hassan
Benjamin Hassan (in arabo بنيامين حسن;‎?; Merzig, 4 febbraio 1995) è un tennista libanese.
Ha vinto il suo primo titolo Challenger in doppio nel 2024. I suoi migliori ranking ATP sono la 143ª posizione in singolare nel giugno 2024 e la 192ª in doppio nel gennaio 2025. Ha fatto il suo esordio nella squadra libanese di Coppa Davis nel 2018.

## Biografia

### Origini
Nato in Germania da una famiglia emigrata durante la guerra civile in Libano, possiede la doppia cittadinanza ma in campo tennistico ha sempre giocato per lo Stato mediorientale. È figlio di Zaki Hassan, tennista professionista che ha anche rappresentato il Libano in Coppa Davis.

### Carriera
Fa le sue prime apparizioni tra i professionisti nel circuito ITF nel 2014 e nelle prime stagioni gioca saltuariamente. Dopo aver esordito anche nell'ATP Challenger Tour, inizia a giocare con continuità nell'estate del 2017 e in quello scorcio di stagione perde le sue prime finali ITF. Nel gennaio 2018 fa il suo esordio con la squadra libanese di Coppa Davis, a marzo vince il primo titolo nel torneo di singolare all'ITF Qatar F2 e ad agosto vince il primo torneo di doppio all'ITF Germany F11. A partire da maggio inizia a giocare con maggiore continuità anche nei tornei Challenger.
Nel 2019 consegue discreti risultati nei Challenger e a luglio entra per la prima volta nella top 300 di singolare. Nel 2020, con il diffondersi della pandemia di COVID-19, gioca solo due tornei e una sfida di Coppa Davis. L'anno successivo gioca con maggiore frequenza senza ottenere risultati di rilievo. Nel maggio 2022 disputa e perde in doppio la prima finale Challenger a Mauthausen. A luglio perde anche la prima finale Challenger in singolare a Troyes, ma nel corso della stagione non compie sostanziali progressi nei ranking.
Disputa il suo ultimo torneo ITF nel gennaio 2023 e abbandona la categoria dopo aver vinto due titoli in singolare e quattro in doppio. Quell'anno disputa in singolare nei Challenger due finali ed esce cinque volte in semifinale e ad agosto entra nella top 200. Continua l'ascesa nel ranking, a ottobre supera per la prima volta le qualificazioni nel circuito ATP al torneo di Stoccolma e la settimana dopo le supera anche al 500 di Basilea, uscendo sconfitto al primo turno in entrambi i tabelloni. Dopo la finale persa al Challenger di Lisbona, a novembre porta il miglior ranking alla 149ª posizione mondiale.
Nel primi mesi del 2024 si mantiene nelle posizioni di fine 2023 e ad aprile esordisce in un torneo Masters 1000 al Madrid Open, ancora una volta dopo aver superato le qualificazioni, e viene eliminato da Borna Ćorić in tre set. A giugno sale al 143º posto mondiale e a fine luglio prende parte ai Giochi Olimpici di Parigi, vince all'esordio contro Christopher Eubanks per poi arrendersi nel turno successivo a Sebastián Báez; disputa anche il doppio ed è subito eliminato insieme ad Hady Habib. Prima di Hassan e Habib nessun tennista libanese aveva mai gareggiato alle Olimpiadi.
Dopo aver perso in carriera nel circuito Challenger tre finali in singolare e una in doppio, nel settembre 2024 si aggiudica il primo titolo in questa categoria in doppio al Challenger 125 di Genova in coppia con David Vega Hernández. Nel corso della stagione fa inoltre le sue prime esperienze nei tornei del Grande Slam entrando – senza superarle – nelle qualificazioni di singolare in tutti e quattro i Major. A giugno porta il miglior ranking di singolare alla 143ª posizione; a novembre si aggiudica il torneo di doppio al Keio Challenger in coppia con Saketh Myneni e nel gennaio successivo porta il miglior ranking di doppio alla 192ª posizione. Sale alla 168ª ad aprile dopo il titolo vinto al Challenger Open Menorca in coppia con Sebastian Ofner.

## Statistiche
Aggiornate al 7 aprile 2025.

### Tornei Challenger

#### Doppio

##### Vittorie (3)
| N. | Data             | Torneo                        | Superficie  | Compagno             | Avversari in finale               | Punteggio |
| 1. | 7 settembre 2024 | Genoa Open Challenger, Genova | Terra rossa | David Vega Hernández | Romain Arneodo Théo Arribagé      | 6-4, 7-5  |
| 2. | 23 novembre 2024 | Keio Challenger, Yokohama     | Cemento     | Saketh Myneni        | Blake Bayldon Calum Puttergill    | 6-2, 6-4  |
| 3. | 5 aprile 2025    | Open Menorca, Minorca         | Terra rossa | Sebastian Ofner      | Andrea Vavassori Matteo Vavassori | 7-5, 6-3  |